# Robin de Kruijf
Robin de Kruijf (Nieuwegein, 5 mei 1991) is een Nederlandse volleybalster. De Kruijf speelt als middenaanvaller voor de Italiaanse club Imoco Volley.

## Persoonlijk
De Kruijf groeide op in Schalkwijk. Ze heeft twee jongere broers. Een studie fotografie op het ROC in Enschede moest gestaakt worden vanwege haar carrière als professioneel speelster.

## Carrière
Op haar tiende begon De Kruijf met volleyballen.
Ze begon bij Taurus in Houten. Op haar dertiende speelde ze al bij de senioren in de eerste klasse. Na het seizoen 2007-2008 bij VV Pollux in Oldenzaal te hebben gespeeld, vertrok De Kruijf naar Martinus in Amstelveen, waar op dat moment veel Nederlandse internationals speelden.. In het seizoen 2008-2009 werd Martinus landskampioen.
Daarna speelde De Kruijf twee seizoenen bij TVC Amstelveen. Ook bij deze vereniging werd ze landskampioen, namelijk in 2009-2010. Vanaf 2011 speelde De Kruijf bij Dresdner SC in Duitsland. Tijdens de twee seizoenen dat ze voor de Duitse club speelde, werd ze tweemaal tweede in de volleybal-Bundesliga. In het seizoen 2013-2014 speelde De Kruijf in het Italiaanse Piacenza. Piacenza behaalde dit seizoen de landstitel. In 2014 tekende De Kruijf een tweejarig contract bij VakifBank Istanbul.
In 2008 maakte De Kruijf op zeventienjarige leeftijd haar debuut in de Nederlandse volleybalploeg. Een jaar later behaalde De Kruijf met Oranje zilver tijdens het Europees kampioenschap in Polen. In de finale werd met 0-3 verloren van Italië.
In 2015 werd de finale van het Europees kampioenschap in Nederland en België gehaald. Oranje werd in Ahoy Rotterdam met 0-3 verslagen door Rusland (setstanden 14-25 20-25 20-25). Dit leverde De Kruijf haar tweede zilveren medaille op een Europees kampioenschap op.
Begin 2022 zette De Kruijf een stap terug door haar interlandcarrière te beëindigen..

## Clubhistorie
| Club                  | Land      | Periode   |
| --------------------- | --------- | --------- |
| Taurus (Houten)       | Nederland | 2006-2007 |
| VV Pollux (Oldenzaal) | Nederland | 2007-2008 |
| Martinus (Amstelveen) | Nederland | 2008-2009 |
| TVC Amstelveen        | Nederland | 2009-2011 |
| Dresdner SC           | Duitsland | 2011-2013 |
| River Volley Piacenza | Italië    | 2013-2014 |
| Vakifbank Istanbul    | Turkije   | 2014-2016 |
| Imoco Volley          | Italië    | 2016-     |

Maret Balkestein-Grothues · Yvon Beliën · Anne Buijs · Laura Dijkema · Robin de Kruijf · Judith Pietersen · Celeste Plak · Myrthe Schoot · Lonneke Slöetjes · Debby Stam · Quinta Steenbergen · Femke Stoltenborg